# Wethau
Wethau est une commune allemande de l'arrondissement du Burgenland, Land de Saxe-Anhalt.

## Géographie
La commune comprend les quartiers de Gieckau, Pohlitz, Schmerdorf et Wethau.
|           | Schönburg  |          |
| Naumbourg | Wethau     | Teuchern |
|           | Mertendorf |          |

Wethau se trouve sur les Bundesstraßen 87 et 180 ainsi que sur la ligne de Naumbourg à Teuchern.

## Histoire
Wethau est mentionné pour la première fois en 1146, quand l'évêque de Naumbourg Udo confie la dîme à l'abbaye de Posa qui développe le village.

## Personnalités liées à la commune
- Eberhard Ackermann (né en 1933), économiste

## Source, notes et références
- (de) Cet article est partiellement ou en totalité issu de l’article de Wikipédia en allemand intitulé « Wethau » (voir la liste des auteurs).